# Pauleta
Pauleta [pauˈletɐ] (* 28. April 1973 in Ponta Delgada, Azoren; eigentlich Pedro Miguel Carreiro Resendes) ist ein ehemaliger portugiesischer Fußballspieler. Er ist der erste portugiesische internationale Profi-Fußballspieler, der nie in der portugiesischen Primeira Liga gespielt hat.

## Karriere

### Verein
Schon in frühen Jahren wurden die Vereine mit Profimannschaften auf Pauletas Talent aufmerksam. Seine frühe Karriere begann er bei einigen portugiesischen Dritt- und Viertligisten; so spielte er unter anderem für CD Santa Clara, CD Operário, SC Angrense und CD União Micaelense, ehe er vom damaligen Zweitligisten GD Estoril Praia unter Vertrag genommen wurde. Dort entwickelte er sich zum Stammspieler, erzielte im Ligaspielbetrieb 19 Tore und wurde Torschützenkönig der Liga de Honra. Durch diese Leistung hatten die ersten spanischen Scouts den jungen Stürmer auf ihren Notizzetteln. So kam es, dass er nach nur einem Jahr bei Estoril den Verein verließ und er den Schritt ins Ausland wagte. Seine erste Station in Spanien war die UD Salamanca aus der Segunda División. Auch dort überzeugte er schnell mit seinen Toren und Leistungen. Durch 19 Tore in seiner ersten Saison in Spanien hatte er erheblichen Anteil am Aufstieg in die Primera División. Nachdem er zwei Jahre für UDS aktiv gewesen war, meldete sich der erste Spitzenklub bei Pauleta. Im Sommer 1998 erfolgten der Abschied aus Salamanca und die Vorstellung bei Deportivo La Coruña. Trotz regelmäßiger Spielzeit und Toren fasste er nie richtig Fuß bei Deportivo. Der Verein verkaufte Pauleta im Jahr 2000 für ca. 9 Millionen Euro an Girondins Bordeaux. In seiner letzten Saison für La Coruña, 1999/2000, gewann er die Meisterschaft mit den Galiciern.
Im September 2000 streifte er sich das erste Mal das Trikot von Bordeaux über. Bei seinem Debüt erzielte Pauleta einen Hattrick beim 5:0-Auswärtssieg gegen den FC Nantes. Bereits im zweiten Jahr wurde er bester Torschütze der Ligue 1 und wurde 2001 und 2002 zum Besten Spieler Frankreichs gewählt. Im Sommer 2003 sicherte sich Paris Saint-Germain die Dienste des Vollblutstürmers. Noch in der ersten Spielzeit führte Pauleta den Hauptstadtklub zu seinem ersten Titelgewinn seit sechs Jahren. Im Finale um die Coupe de France erzielte Pauleta beim 1:0-Sieg gegen LB Châteauroux den einzigen Treffer der Partie. Im selben Jahr wurde PSG Vizemeister. Pauleta steuerte 18 Tore zu diesem Erfolg bei. 2006 erzielte er seinen 100. Pflichtspieltreffer für Paris.
Am Ende der Saison 2007/08 bestritt Pauleta sein letztes Spiel für seinen langjährigen Verein PSG. Bei seinem Abschiedsspiel vor heimischen Publikum am 10. Mai 2008 gegen die AS Saint-Étienne (1:1) wurde er mit zahlreichen Transparenten, lautstarken Gesängen und stehenden Ovationen verabschiedet.
Nach seinem Rücktritt schloss sich Pauleta 2008 Sao Roque an, einem Amateurverein auf den Azoren.

### Nationalmannschaft
Pauleta gab sein Debüt für die portugiesische Fußballnationalmannschaft am 20. August 1997 gegen Armenien. Seine ersten beiden Tore erzielte er in seinem sechsten Länderspiel im März 1999 gegen Aserbaidschan (7:0). Mit der Nationalmannschaft spielte er bei der Fußball-Weltmeisterschaft 2002 in Japan und Südkorea, bei der Fußball-Europameisterschaft 2004 in Portugal und der Fußball-Weltmeisterschaft 2006 in Deutschland. Bei der EM 2004 wurde er mit Portugal Vize-Europameister. Nach 88 Länderspielen und 47 Toren beendete er nach der WM 2006 seine Nationalmannschaftskarriere.
Als Nationalspieler überholte Pauleta ab 12. Oktober 2005 mit seinem 42. Länderspieltor den damaligen Rekordtorschützen Eusébio. Am 5. März 2014 wurde er als Rekordhalter von Cristiano Ronaldo abgelöst.

## Erfolge
- Torschützenkönig der Liga de Honra: 1995
- Torschützenkönig Ligue 1: 2002, 2006, 2007
- Spanischer Meister mit Deportivo La Coruña: 2000
- Ligue-1-Spieler des Jahres: 2002, 2003
- Spieler des Monats der Ligue 1: Oktober 2003
- Französischer Pokalsieger mit Paris Saint-Germain: 2004, 2006, 2008
- Torschützenkönig der WM-Qualifikation 2006
- Vierter Platz bei der WM 2006
- Vize-Europameister: 2004

## Saisonstatistik
| Verein              | Liga             | Saison          | Liga   | Liga | Nat. Pokal | Nat. Pokal | Ligapokal | Ligapokal | Europapokal | Europapokal | Andere | Andere | Gesamt | Gesamt |
| Verein              | Liga             | Saison          | Spiele | Tore | Spiele     | Tore       | Spiele    | Tore      | Spiele      | Tore        | Spiele | Tore   | Spiele | Tore   |
| ------------------- | ---------------- | --------------- | ------ | ---- | ---------- | ---------- | --------- | --------- | ----------- | ----------- | ------ | ------ | ------ | ------ |
| CD União Micaelense | Division 4       | 1994/95         | 23     | 11   | –          | –          | -         | -         | –           | –           | –      | –      | 23     | 11     |
| Gesamt              | Gesamt           | Gesamt          | 23     | 11   | –          | –          | -         | -         | –           | –           | –      | –      | 23     | 11     |
| GD Estoril Praia    | Segunda Liga     | 1995/96         | 30     | 19   | –          | –          | –         | –         | –           | –           | –      | –      | 30     | 19     |
| Gesamt              | Gesamt           | Gesamt          | 30     | 19   | –          | –          | –         | –         | –           | –           | –      | –      | 30     | 19     |
| UD Salamanca        | Segunda División | 1996/97         | 37     | 19   | 1          | 0          | -         | -         | -           | -           | –      | –      | 38     | 19     |
| UD Salamanca        | Primera División | 1997/98         | 34     | 15   | -          | -          | -         | -         | -           | -           | –      | –      | 34     | 15     |
| Gesamt              | Gesamt           | Gesamt          | 71     | 34   | 1          | 0          | –         | –         | –           | –           | –      | –      | 72     | 34     |
| Deportivo La Coruña | Primera División | 1998/99         | 28     | 10   | 9          | 1          | –         | –         | -           | -           | -      | -      | 37     | 11     |
| Deportivo La Coruña | Primera División | 1999/00         | 30     | 8    | 3          | 0          | –         | –         | 7           | 3           | -      | -      | 40     | 11     |
| Deportivo La Coruña | Primera División | 2000/01         | 0      | 0    | -          | -          | –         | –         | -           | -           | 1      | 0      | 1      | 0      |
| Gesamt              | Gesamt           | Gesamt          | 58     | 18   | 12         | 1          | –         | –         | 7           | 3           | 1      | 0      | 78     | 22     |
| Girondins Bordeaux  | Ligue 1          | 2000/01         | 28     | 20   | 1          | 3          | 1         | 0         | 7           | 3           | -      | -      | 37     | 26     |
| Girondins Bordeaux  | Ligue 1          | 2001/02         | 33     | 22   | 2          | 4          | 4         | 4         | 6           | 5           | -      | -      | 45     | 35     |
| Girondins Bordeaux  | Ligue 1          | 2002/03         | 37     | 23   | 5          | 5          | 2         | 1         | 4           | 1           | -      | -      | 48     | 30     |
| Gesamt              | Gesamt           | Gesamt          | 98     | 65   | 8          | 12         | 7         | 5         | 17          | 9           | -      | -      | 130    | 91     |
| Paris Saint-Germain | Ligue 1          | 2003/04         | 37     | 18   | 5          | 5          | –         | –         | -           | -           | -      | -      | 42     | 23     |
| Paris Saint-Germain | Ligue 1          | 2004/05         | 35     | 14   | 2          | 4          | –         | –         | 6           | 1           | 1      | 0      | 44     | 19     |
| Paris Saint-Germain | Ligue 1          | 2005/06         | 36     | 21   | 6          | 6          | 2         | 2         | -           | -           | –      | –      | 44     | 29     |
| Paris Saint-Germain | Ligue 1          | 2006/07         | 33     | 15   | 3          | 1          | 2         | 2         | 9           | 6           | –      | –      | 47     | 24     |
| Paris Saint-Germain | Ligue 1          | 2007/08         | 27     | 8    | 2          | 1          | 5         | 6         | -           | -           | –      | –      | 34     | 15     |
| Gesamt              | Gesamt           | Gesamt          | 168    | 76   | 18         | 16         | 9         | 10        | 15          | 7           | 1      | 0      | 211    | 109    |
| Karriere Gesamt     | Karriere Gesamt  | Karriere Gesamt | 448    | 223  | 39         | 29         | 16        | 15        | 39          | 19          | 3      | 0      | 544    | 286    |

(Quellen sind footballdatabase.eu und national-football-teams.com)